# تعاریف معنایی
تعاریف معنایی (Intensional definition) یا تعاریف بسطی یا تعاریف هدفمند در راستای تعیین معانی الفاظ زبانی یا منطقی با در نظر گرفتن و مبنا گذاشتن خواص، صفات، و رفتارهای آن‌ها اقدام می‌نماید.